# Europäisches Christliches Politisches Jugend-Netzwerk
Das Europäische Christliche Politische Jugend-Netzwerk (offizieller Name: European Christian Political Youth Network, kurz: ECPYN) ist eine Organisation, die christliche, politisch aktive junge Leute aus ganz Europa zusammenbringt. ECPYN versucht, diese jungen Leute zu unterstützen, um so die christliche Politik in Europa zu stärken. Das ECPYN ist verbunden mit der Europäischen Christlichen Politischen Bewegung.

## Entstehung
In Kortenberg (Belgien) wurde im Juli 2004 das ECPYN gegründet. Gründungsmitglieder waren die Organisationen PerspectieF (Junge ChristenUnie) aus den Niederlanden und andere Europäische christliche politische Jugendorganisationen, wie z. B. die Junge Evangelische Volkspartei und die Junge Eidgenössisch Demokratische Union (aus der Schweiz). Die Gründung des ECPYN war einer der Ergebnisse der "Internationalen Summer School", an der junge Leute aus ganz Europa teilnahmen.

## Veranstaltungen
Seit dem Jahr 2004 wird von der ECPYN jedes Jahr an einem anderen Ort die "International Summer School" organisiert. Die Veranstaltung umfasst unter anderem Reden, Workshops und Ausflüge zu einem politischen Thema.
Im Jahr 2005 wurde die Summer School in Lunteren (Niederlande), 2006 in Birstonas (Litauen), 2007 in Würzburg (Deutschland), 2008 in Chișinău (Moldawien) und 2009 in Risan (Montenegro) veranstaltet.

## Mitgliedsorganisationen
Der ECPYN gehören unter anderem folgende Organisationen an:
- Christian Peoples Unity of Armenia (Armenien)
- Jungeren bewegung von BPF "Young Revival" (Belarus)
- Christian Democratic Youth Council: BCD Yout (Belarus)
- Christian Democratic Youth Council: Young Front (Belarus)
- Jung C'Axent (Belgien)
- Jeunes CDF (Belgien)
- Jung BKK (Bulgarien)
- Jung EKD (Estland)
- Youth Christian Democratic Movement (Georgien)
- Junge Bibeltreue Christen (Deutschland)
- Jung KDS (Lettland)
- LKD Jugendlichen abteilung (Litauen)
- New Generation PPCD (Moldawien)
- PerspectieF, Jugend der ChristenUnion (Niederlande)
- PiS Jungeren Forum (Polen)
- Areopagus Youth Forum (Rumänien)
- Areopagus Centrum (Rumänien)
- Jung EDU (Schweiz)
- Jung EVP (Schweiz)
- Christian Democratic Union of Ukraine Youth (Ukraine)
- Christian Peoples Alliance Youth (England)

### Organisationen mit Beobachterstatus
- Center for Leadership Development (Armenien)
- Youth Christian Social Union "Young Democrats" (Belarus)
- Jung PSHDK (Kosovo)

### Assoziierte Organisationen
- ACDP Jongeren (Südafrika)